# توماس زابيتسر
توماس زابيتسر (بالألمانية: Thomas Sabitzer)‏ هو لاعب كرة قدم نمساوي في مركز الوسط، ولد في 12 أكتوبر 2000 في النمسا. لعب مع Kapfenberger SV ‏.

## وصلات خارجية
- توماس زابيتسر على موقع قاعدة بيانات كرة القدم.إي يو (الإنجليزية)
- توماس زابيتسر على موقع Soccerway.com (الإنجليزية)
- توماس زابيتسر على موقع عالم كرة القدم.نت (الإنجليزية)